# Cantonul Bourbon-Lancy
Cantonul Bourbon-Lancy este un canton din arondismentul Charolles, departamentul Saône-et-Loire, regiunea Burgundia, Franța.

## Comune
| Comune                | Populație (1999) | Cod poștal | Cod INSEE |
| --------------------- | ---------------- | ---------- | --------- |
| Bourbon-Lancy         | 5 634            | 71140      | 71047     |
| Chalmoux              | 777              | 71140      | 71075     |
| Cronat                | 556              | 71140      | 71155     |
| Gilly-sur-Loire       | 538              | 71160      | 71220     |
| Lesme                 | 164              | 71140      | 71255     |
| Maltat                | 306              | 71140      | 71273     |
| Mont                  | 194              | 71140      | 71301     |
| Perrigny-sur-Loire    | 130              | 71160      | 71348     |
| Saint-Aubin-sur-Loire | 323              | 71140      | 71389     |
| Vitry-sur-Loire       | 460              | 71140      | 71589     |